# Ballagere, Kanakapura
Ballagere là một làng thuộc tehsil Kanakapura, huyện Ramanagara, bang Karnataka, Ấn Độ.